# Франческо Фоджа
Франч̀еско Ф̀оджа (італ. Francesco Foggia) (хрещений 17 листопада 1603, Рим — 8 січня 1688, Рим) — італійський бароковий композитор, органіст та музичний педагог; представник римської школи. 

## Біографія
Франческо Фоджа, син Джакомо Фоджа та римлянки Анджели Альберічі, родився у Римі раніше 17 листопада 1603 року, дати хрещення у церкві Сан Луїджі деї Франчезі; припускається, що родина Фоджа знаходилась у стосунках з Джованні Бернардіно Наніно, Капельмейстером Сан Луїджі. Маленький Франческо спочатку був кантором в папській семінарії Collegium Germanicum, з 1611 до 1613 року, під орудою Оттавіо Каталано; потім його відіслали до Бонна як хлопчика-півчого музичної капели Фердинанда Баварського, працював у Кельні, Мюнхені та Відні. 
Повернувшись до Рима, продовжив навчання у Антоніо Чіфра та Паоло Аґостіні, обидва учні Наніно. Подібно до Аґостіні, що оженився на Вітторії, доньці власного вчителя Джованні Бернардіно Наніно, Фоджа, у жовтні 1631 року взяв шлюб з Еудженією, донькою вже покійного Аґостіні. 
Франческо Фоджа був одним з найвидатніших римських капельмейстерів XVII ст., Спершу він працював у церкві Санта Марія в Аквіро, У Нарні та у Монтефьясконе. Повернувшись до Рима, у жовтні 1634, посів спершу посаду органіста в базиліці Санта Марія ін Трастевере, а з 1637 року, спочатку органіста а потім капельмейстера, у Латеранській базиліці, де залишався до 1660 року. Був також капельмейстером в багатьох інших важливих церквах Рима. 
13 червня 1677 року отримав призначення на посаду маестро Базиліки Санта Марія Маджоре, заступивши Антоніо Марія Аббатіні, одночасно з цим отримав дозвіл для свого сина Антоніо стати його помічником.
Франческо Фоджа був яскравим представником та прямим спадкоємцем традицій римської школи. Роки між 1655 та 1675 були найінтенсивнішими у його композиторській діяльності, яка в цілому розгорнулася між 1642 та 1681 роками. 
У 1667 році, працюючи у базиліці Сан Лоренцо ін Дамазо, опублікував збірку «Psalmodia Vespertina», що має в собі псалми, магніфікати та богородичні антифони.
До корпусу його творів увіходять зразки як духовної так і світської музики: меси, мотети, ораторії (італійською та латинською), літанії, псалми, канцони тощо. 
Серед його учнів помітними є:
- Джованні Баттиста Б'янкіні
- Джузеппе Оттавіо Пітоні
- Антоніо Фоджа (син Франческо Фоджа, що у 1688 році заступив його на посаді у Базиліці Санта Марія Маджоре.

Його дружина Еудженія померла 12 березня 1683 року; сам Фоджа помер 8 січня 1688 року. Похований у базиліці Санта-Прасседе у Римі.

## Твори

### Ораторії
- David fugiens a facie Saul;
- Tobiae oratorium;
- Св. Іван Богослов (S Giovanni Battista), (втрачена; опублікована в Sacra melodia d’oratorii musicali, Рим, 1678)
- Daniele (op. dub.)

### Інші духовні твори
- Concentus ecclesiastici (1645);
- Missa et sacrae cantiones, op.3 (1650);
- Litanie et sacrae cantiones, op.4 (1652);
- Psalmi (1660);
- Sacrae cantiones, op.6 (1661);
- Octo missae (1663);
- Sacrae cantiones, op.8 (1665);
- Psalmodia vespertina, liber 2, op.13 (1667);
- Messe, op.15 (1672);
- Litanie, op.16 (1672);
- Motetti et offertorii, op.16;
- Offertoria, op.18 (1681).

До цього списку увійшли декілька втрачених творів та твори в манускриптах. 

## Зовнішні посилання
- Venite ad cantus - YouTube
- Ноти